# Агрометеорологічні прогнози
Агрометеорологі́чні прогно́зи — передбачення зволоження ґрунту, готовності його до обробітку, перезимівлі озимини, початку сівби, настання фаз росту та достигання сільськогосподарських культур залежно від клімату й погоди. 

## Призначення
Агрометеорологічні прогнози допомагають раціонально використати сприятливі умови погоди або провести заходи по захисту сільськогосподарських культур від шкідливих явищ. Дані прогнози роблять центральні або місцеві управління гідрометеослужби на підставі матеріалів довголітніх спостережень агрогідрометеостанцій та агрометеорологічних розрахунків.